# Comuna de Dopiewo
Dopiewo (polaco: Gmina Dopiewo) é uma gminy (comuna) na Polónia, na voivodia de Grande Polónia e no condado de Poznański. A sede do condado é a cidade de Dopiewo.
De acordo com os censos de 2006, a comuna tem 13 258 habitantes, com uma densidade 122,6 hab/km².

## Área
Estende-se por uma área de 108,1 km², incluindo:
- área agricola: 71%
- área florestal: 15,9%